# میشل اوژن شورول
میشل اوژن شورول (به فرانسوی: Michel Eugène Chevreul) (زادهٔ ۱۳ اوت ۱۷۸۶ - مرگ ۹ آوریل ۱۸۸۹) شیمی‌دان فرانسوی بود
وی بر روی اسید چرب کار کرد، یافته‌های او کاربرد گسترده‌ای در زمینه‌های هنر و صنعت یافت. اعتبار کشف اسید مارگاریک از آن اوست. همچنین او طراح نوعی صابون با چربی حیوانی و نمک بود.
شورول که خود تا ۱۰۲ سالگی زیست پیشگام در زمینهٔ پیری‌شناسی بود.
در واقع او هم انقلاب فرانسه را درک نمود و هم آن اندازه زنده ماند تا افتتاح برج ایفل را هم نظاره‌گر باشد. نام او یکی از نام‌هایی است که بر این برج حک شده‌است.